# Ministère de l'Éducation postsecondaire, de la Formation et du Travail (Nouveau-Brunswick)
 (juin 2024).
La mise en forme du texte ne suit pas les recommandations de Wikipédia : il faut le « wikifier ».
Les points d'amélioration suivants sont les cas les plus fréquents. Le détail des points à revoir est peut-être précisé sur la page de discussion.
- Les titres sont pré-formatés par le logiciel. Ils ne sont ni en capitales, ni en gras.
- Le texte ne doit pas être écrit en capitales (les noms de famille non plus), ni en gras, ni en italique, ni en « petit »…
- Le gras n'est utilisé que pour surligner le titre de l'article dans l'introduction, une seule fois.
- L'italique est rarement utilisé : mots en langue étrangère, titres d'œuvres, noms de bateaux, etc.
- Les citations ne sont pas en italique mais en corps de texte normal. Elles sont entourées par des guillemets français : « et ».
- Les listes à puces sont à éviter, des paragraphes rédigés étant largement préférés. Les tableaux sont à réserver à la présentation de données structurées (résultats, etc.).
- Les appels de note de bas de page (petits chiffres en exposant, introduits par l'outil «  Source ») sont à placer entre la fin de phrase et le point final[comme ça].
- Les liens internes (vers d'autres articles de Wikipédia) sont à choisir avec parcimonie. Créez des liens vers des articles approfondissant le sujet. Les termes génériques sans rapport avec le sujet sont à éviter, ainsi que les répétitions de liens vers un même terme.
- Les liens externes sont à placer uniquement dans une section « Liens externes », à la fin de l'article. Ces liens sont à choisir avec parcimonie suivant les règles définies. Si un lien sert de source à l'article, son insertion dans le texte est à faire par les notes de bas de page.
- La présentation des références doit suivre les conventions bibliographiques. Il est recommandé d'utiliser les modèles {{Ouvrage}}, {{Chapitre}}, {{Article}}, {{Lien web}} et/ou {{Bibliographie}}. Le mode d'édition visuel peut mettre en forme automatiquement les références.
- Insérer une infobox (cadre d'informations à droite) n'est pas obligatoire pour parachever la mise en page.

Pour une aide détaillée, merci de consulter Aide:Wikification.
Si vous pensez que ces points ont été résolus, vous pouvez retirer ce bandeau et améliorer la mise en forme d'un autre article.
 (juin 2024).
Le ministère de l'Éducation postsecondaire, de la Formation et du Travail est un ministère du gouvernement du Nouveau-Brunswick chargé de « veiller à ce que la main-d'œuvre du Nouveau-Brunswick soit en mesure de rivaliser avec la concurrence en faisant des investissements stratégiques dans les gens par le biais de programmes, de services et de partenariats novateurs ».
Dans l'accomplissement de son mandat, le ministère supervise les domaines suivants : les universités et collèges publics de la province, le système provincial de prêts aux étudiants, les bibliothèques publiques, le travail et l'emploi, l'apprentissage et la formation pour adultes, ainsi que l'immigration. Diverses lois relèvent de la compétence du ministère, notamment la Loi sur les normes d'emploi, la Loi sur les accidents du travail et la Loi sur les droits de la personne du Nouveau-Brunswick.
De plus, plusieurs organismes indépendants et sociétés de la Couronne rendent compte à l'Assemblée législative du Nouveau-Brunswick par l'intermédiaire du ministre responsable du ministère, notamment la Commission du travail et de l'emploi, la Commission des droits de la personne, Travail sécuritaire NB et les collèges communautaires du Nouveau-Brunswick.

## Structure organisationnelle
Le ministère, dirigé par le sous-ministre qui agit à titre d'administrateur en chef, est divisé en quatre divisions, dont chacune est dirigée par un sous-ministre adjoint, à savoir :
- Travail et Services stratégiques, qui comprend les directions générales des Finances, des Ressources humaines, des Normes d'emploi et des Politiques, ainsi que la Commission des droits de la personne du Nouveau-Brunswick;
- Éducation postsecondaire, qui comprend les directions générales des Relations postsecondaires et de l'Aide financière aux étudiants;
- Apprentissage pour adultes et emploi, qui comprend Travail NB, Métiers spécialisés NB et le Service des bibliothèques publiques du Nouveau-Brunswick;
- Immigration, qui comprend les directions générales des Opérations, de la conformité et de l'intégrité, du Développement de la main-d'œuvre et des Partenariats stratégiques et de l'intégration.

En mai 2024, le gouvernement provincial a annoncé que le ministère assumerait la responsabilité d'administrer et d'appliquer la nouvelle Loi sur l'accessibilité du Nouveau-Brunswick, qui comprendra un Bureau de l'accessibilité au sein de la Division du travail et des services stratégiques du ministère, ainsi qu'un Conseil consultatif de l'accessibilité chargé de conseiller le ministre responsable.

## Controverses et critiques
Au fil des ans, le ministère a fait l'objet de critiques sur un certain nombre de fronts.

### Annulation du programme de droits de scolarité gratuits
En avril 2019, le ministère a annoncé la fin du Programme de droits de scolarité gratuits, ressource qui cumulait les fonds fédéraux et provinciaux pour compenser entièrement les frais de scolarité pour les étudiants inscrits dans une université publique dont la famille gagnait moins d'un certain seuil. On a remplacé ce programme par la Bourse renouvelée pour frais de scolarité, dans le cadre de laquelle les étudiants recevraient désormais une subvention provinciale allant jusqu'à 3 000 $ pour les étudiants universitaires ou 1 500 $ pour les étudiants collégiaux, et ce, selon la taille et le revenu de leur famille. Il s'agit d'une réduction substantielle par rapport aux montants précédents, qui permettaient aux étudiants universitaires de bénéficier d'une bourse provinciale allant jusqu'à 10 000 $ et, pour les étudiants collégiaux, à 5 000 $. Le gouvernement a soutenu que la Bourse renouvelée pour frais de scolarité était plus équitable parce qu'elle permettait aux étudiants des établissements publics et privés de bénéficier de l'aide financière. Cependant, des organisations étudiantes comme l'Alliance étudiante du Nouveau-Brunswick ont vivement rejeté ces changements, arguant qu'ils entraînaient une diminution du financement initial pour les étudiants postsecondaires et, en fin de compte, une augmentation de leur dette.

### Annulation du programme Connexion AENB
En juin 2022, le ministère a confirmé qu'il annulait le programme Connexion Assurance-emploi Nouveau-Brunswick (AENB), qui avait permis à des milliers d'étudiants de recevoir des prestations d'assurance-emploi tout en poursuivant leurs études postsecondaires. Le programme avait pour but initial de permettre aux personnes en situation chômage d'améliorer leurs compétences professionnelles grâce à l'éducation et à la formation postsecondaires. Toutefois, en réalité, des milliers d'étudiants à temps plein — de plus en plus nombreux chaque année — sans expérience professionnelle significative ont utilisé le programme comme une sorte de régime de revenu de base universel leur permettant de bénéficier de l'assurance-emploi pendant leurs études. Étant donné que l'assurance-emploi est un domaine fédéral de responsabilité et de financement qui a pour mission d'aider les Canadiens sous-employés ou sans emploi à réintégrer dans le marché du travail, le gouvernement fédéral a estimé que le programme Connexion AENB était contraire à la Loi sur l'assurance-emploi et a donc exigé du Nouveau-Brunswick qu'il l'annule.
La nouvelle de l'annulation du programme a été divulguée pour la première fois par Jean-Sébastien Léger, alors président de la Fédération étudiante du Centre universitaire de Moncton, après que le ministère eut envoyé un courriel aux associations étudiantes pour les informer du changement, mais en précisant qu'il n'y aurait pas d'annonce publique à ce sujet. Les étudiants néo-brunswickois ont vivement critiqué cette annulation, citant l'augmentation du coût de la vie et des frais de scolarité, ainsi que le peu de soutien financier étudiant offert par le gouvernement provincial. L'opposition libérale a réagi en disant que, bien qu'elle n'ait pas demandé le rétablissement du programme, elle estimait que le gouvernement devrait faire davantage pour soutenir les étudiants postsecondaires en assurant l'abordabilité et l'accessibilité de l'enseignement supérieur.

### Affaiblissement de la législation relative au travail dans les services publics
En novembre 2022, le ministre de l'Éducation postsecondaire, de la Formation et du Travail, Trevor Holder, a déposé un projet de loi visant à modifier la loi provinciale en matière de relations du travail qui régit les négociations syndicales dans les services publics. Les modifications proposées dans le projet de loi mettent en œuvre des règles plus strictes sur la façon dont les grèves et les lock-out dans le secteur public peuvent se dérouler — en exigeant que les syndicats donnent un préavis de 72 heures avant une grève et en permettant au gouvernement de modifier les horaires de travail des travailleurs désignés comme essentiels pendant une grève et même, dans certains cas, de les remplacer par des travailleurs non syndiqués — des changements qui ont été largement considérés comme un déplacement du pouvoir dans le contexte de négociation, et ce, au détriment des syndicats.
Selon Stephen Drost, président du Syndicat canadien de la fonction publique (SCFP) au Nouveau-Brunswick, « il ne s'agit de rien d'autre que de priver ces travailleurs de leur droit à la libre négociation collective. Cette loi ... ne va certainement pas améliorer les relations de travail dans la province ». Pour Jennifer Murray, directrice régionale de l'Atlantique chez Unifor, le plus grand syndicat canadien représentant le secteur privé, « il est très inquiétant de voir le gouvernement Higgs tenter de priver les travailleurs de leurs droits à l'approche d'importantes négociations avec des travailleurs essentiels du secteur public de la province, l'année prochaine ».
M. Holder a répondu à ces critiques à l'Assemblée législative en déclarant que le projet de loi ne visait qu'à apporter de la « clarté » aux règles concernant les travailleurs essentiels, règles qui, selon lui, ont été qualifiées comme « ambiguës » par la Commission du travail et de l'emploi. « Nous devons réduire un peu la rhétorique, travailler ensemble en tant que Néo-Brunswickois et, en fin de compte, voir les choses pour ce qu'elles sont ».

## Histoire
Le ministère a été nommé ministère de l'Éducation postsecondaire et de la Formation le 14 février 2006, lorsque le premier ministre Bernard Lord a réorganisé son Cabinet en fusionnant l'ancien ministère de la Formation et du Développement de l'emploi avec la direction de l'éducation postsecondaire du ministère de l'Éducation. Le premier ministre Shawn Graham l'a ensuite rebaptisé ministère de l'Éducation postsecondaire, de la Formation et du Travail au moment de son entrée en fonction, les syndicats ayant demandé pourquoi il n'y avait pas de ministre du « Travail ».
Entre 2017 et 2018, deux ministres se sont partagé la responsabilité de diriger le ministère, soit un ministre de l'Éducation postsecondaire et un ministre du Travail, de l'Emploi et de la Croissance démographique. À la suite des élections de 2018, qui ont vu l'arrivée au pouvoir de Blaine Higgs, un seul ministre a repris la gestion du ministère.

## Ministres responsables
| Ministre                                                              | Durée du mandat                                                       | Administration politique                                              | Commentaires |
| --------------------------------------------------------------------- | --------------------------------------------------------------------- | --------------------------------------------------------------------- | --- |
| Ministre de l'Éducation postsecondaire, de la Formation et du Travail | Ministre de l'Éducation postsecondaire, de la Formation et du Travail | Ministre de l'Éducation postsecondaire, de la Formation et du Travail | En 2018, le premier ministre Blaine Higgs a transféré la responsabilité du ministère à un seul ministre, contre deux auparavant. |
| Greg Turner                                                           | 2 février 2024 - aujourd'hui                                          | sous Blaine Higgs                                                     | En 2018, le premier ministre Blaine Higgs a transféré la responsabilité du ministère à un seul ministre, contre deux auparavant. |
| Arlene Dunn                                                           | 23 juin 2023 - 2 février 2024                                         | sous Blaine Higgs                                                     | En 2018, le premier ministre Blaine Higgs a transféré la responsabilité du ministère à un seul ministre, contre deux auparavant. |
| Trevor Holder                                                         | 9 novembre 2018 - 23 juin 2023                                        | sous Blaine Higgs                                                     | En 2018, le premier ministre Blaine Higgs a transféré la responsabilité du ministère à un seul ministre, contre deux auparavant. |
| Ministre de l'Éducation postsecondaire                                | Ministre de l'Éducation postsecondaire                                | Ministre de l'Éducation postsecondaire                                | En 2017, le premier ministre Brian Gallant a divisé la responsabilité du ministère de l'Éducation postsecondaire, de la Formation et du Travail en deux portefeuilles ministériels, soit celui du ministre de l'Éducation postsecondaire et celui du ministre du Travail, de l'Emploi et de la Croissance démographique. |
| Roger Melanson                                                        | 5 septembre 2017 - 9 novembre 2018                                    | sous Brian Gallant                                                    | En 2017, le premier ministre Brian Gallant a divisé la responsabilité du ministère de l'Éducation postsecondaire, de la Formation et du Travail en deux portefeuilles ministériels, soit celui du ministre de l'Éducation postsecondaire et celui du ministre du Travail, de l'Emploi et de la Croissance démographique. |
| Ministre du Travail, de l'Emploi et de la Croissance démographique    |                                                                       |                                                                       | En 2017, le premier ministre Brian Gallant a divisé la responsabilité du ministère de l'Éducation postsecondaire, de la Formation et du Travail en deux portefeuilles ministériels, soit celui du ministre de l'Éducation postsecondaire et celui du ministre du Travail, de l'Emploi et de la Croissance démographique. |
| Gilles LePage                                                         | 5 septembre 2017 - 9 novembre 2018                                    | sous Brian Gallant                                                    | En 2017, le premier ministre Brian Gallant a divisé la responsabilité du ministère de l'Éducation postsecondaire, de la Formation et du Travail en deux portefeuilles ministériels, soit celui du ministre de l'Éducation postsecondaire et celui du ministre du Travail, de l'Emploi et de la Croissance démographique. |
| Ministre de l'Éducation postsecondaire, de la Formation et du Travail | Ministre de l'Éducation postsecondaire, de la Formation et du Travail | Ministre de l'Éducation postsecondaire, de la Formation et du Travail | En 2016, le premier ministre Shawn Graham a ajouté "Travail" au titre du ministre, créant ainsi le ministère de l'Éducation postsecondaire, de la Formation et du Travail, nom qui a été maintenu sous le gouvernement du premier ministre Brian Gallant. |
| Donald Arseneault                                                     | 6 juin 2016 - 5 septembre 2017                                        | sous Brian Gallant                                                    | En 2016, le premier ministre Shawn Graham a ajouté "Travail" au titre du ministre, créant ainsi le ministère de l'Éducation postsecondaire, de la Formation et du Travail, nom qui a été maintenu sous le gouvernement du premier ministre Brian Gallant. |
| Francine Landry                                                       | 7 octobre 2014 - 6 juin 2016                                          | sous Brian Gallant                                                    | En 2016, le premier ministre Shawn Graham a ajouté "Travail" au titre du ministre, créant ainsi le ministère de l'Éducation postsecondaire, de la Formation et du Travail, nom qui a été maintenu sous le gouvernement du premier ministre Brian Gallant. |
| Jody Carr                                                             | 23 septembre 2013 - 7 octobre 2014                                    | sous David Alward                                                     | En 2016, le premier ministre Shawn Graham a ajouté "Travail" au titre du ministre, créant ainsi le ministère de l'Éducation postsecondaire, de la Formation et du Travail, nom qui a été maintenu sous le gouvernement du premier ministre Brian Gallant. |
| Danny Soucy                                                           | 9 octobre 2012 - 23 septembre 2013                                    | sous David Alward                                                     | En 2016, le premier ministre Shawn Graham a ajouté "Travail" au titre du ministre, créant ainsi le ministère de l'Éducation postsecondaire, de la Formation et du Travail, nom qui a été maintenu sous le gouvernement du premier ministre Brian Gallant. |
| Martine Coulombe                                                      | 12 octobre 2010 - 8 octobre 2012                                      | sous David Alward                                                     | En 2016, le premier ministre Shawn Graham a ajouté "Travail" au titre du ministre, créant ainsi le ministère de l'Éducation postsecondaire, de la Formation et du Travail, nom qui a été maintenu sous le gouvernement du premier ministre Brian Gallant. |
| Donald Arseneault                                                     | 12 novembre 2008 - 12 octobre 2010                                    | sous Shawn Graham                                                     | En 2016, le premier ministre Shawn Graham a ajouté "Travail" au titre du ministre, créant ainsi le ministère de l'Éducation postsecondaire, de la Formation et du Travail, nom qui a été maintenu sous le gouvernement du premier ministre Brian Gallant. |
| Ed Doherty                                                            | 3 octobre 2006 - 12 novembre 2008                                     | sous Shawn Graham                                                     | En 2016, le premier ministre Shawn Graham a ajouté "Travail" au titre du ministre, créant ainsi le ministère de l'Éducation postsecondaire, de la Formation et du Travail, nom qui a été maintenu sous le gouvernement du premier ministre Brian Gallant. |
| Ministre de l'Éducation postsecondaire et de la Formation             | Ministre de l'Éducation postsecondaire et de la Formation             | Ministre de l'Éducation postsecondaire et de la Formation             | En 2006, le premier ministre Bernard Lord a fusionné le ministère de la Formation et du Développement de l'emploi avec la Direction de l'éducation postsecondaire du ministère de l'Éducation pour constituer le ministère de l'Éducation postsecondaire et de la Formation. |
| Jody Carr                                                             | 14 février 2006 - 3 octobre 2006                                      | sous Bernard Lord                                                     | En 2006, le premier ministre Bernard Lord a fusionné le ministère de la Formation et du Développement de l'emploi avec la Direction de l'éducation postsecondaire du ministère de l'Éducation pour constituer le ministère de l'Éducation postsecondaire et de la Formation. |
| Margaret-Ann Blaney                                                   | 2003 - février 2006                                                   | sous Bernard Lord                                                     | En 2006, le premier ministre Bernard Lord a fusionné le ministère de la Formation et du Développement de l'emploi avec la Direction de l'éducation postsecondaire du ministère de l'Éducation pour constituer le ministère de l'Éducation postsecondaire et de la Formation. |
| Ministre de la Formation et du Développement de l'emploi              | Ministre de la Formation et du Développement de l'emploi              | Ministre de la Formation et du Développement de l'emploi              | En 2000, le ministère de l'Enseignement supérieur et du Travail a absorbé certaines responsabilités du ministère du Développement des ressources humaines (anciennement ministère des Services familiaux et communautaires) pour créer le ministère de la Formation et du Développement de l'emploi. |
| Norman McFarlane                                                      | 2000 - 2003                                                           | sous Bernard Lord                                                     | En 2000, le ministère de l'Enseignement supérieur et du Travail a absorbé certaines responsabilités du ministère du Développement des ressources humaines (anciennement ministère des Services familiaux et communautaires) pour créer le ministère de la Formation et du Développement de l'emploi. |
| Ministre du Travail                                                   | Ministre du Travail                                                   | Ministre du Travail                                                   | En 1998, les mots "Enseignement supérieur" et "Formation" disparaissent du titre du ministre, bien que le ministère conserve la responsabilité de ces dossiers. Le ministère a conservé son nom de ministère de l'Enseignement supérieur et du Travail. En 1998 également, le ministère de l'Éducation a cédé la gestion des collèges communautaires du Nouveau-Brunswick au ministère de l'Enseignement supérieur et du Travail. |
| Norman McFarlane                                                      | 1999 - 2000                                                           | sous Bernard Lord                                                     | En 1998, les mots "Enseignement supérieur" et "Formation" disparaissent du titre du ministre, bien que le ministère conserve la responsabilité de ces dossiers. Le ministère a conservé son nom de ministère de l'Enseignement supérieur et du Travail. En 1998 également, le ministère de l'Éducation a cédé la gestion des collèges communautaires du Nouveau-Brunswick au ministère de l'Enseignement supérieur et du Travail. |
| Joan Kingston                                                         | 1998 - 1999                                                           | sous Frank McKenna                                                    | En 1998, les mots "Enseignement supérieur" et "Formation" disparaissent du titre du ministre, bien que le ministère conserve la responsabilité de ces dossiers. Le ministère a conservé son nom de ministère de l'Enseignement supérieur et du Travail. En 1998 également, le ministère de l'Éducation a cédé la gestion des collèges communautaires du Nouveau-Brunswick au ministère de l'Enseignement supérieur et du Travail. |
| Ministre de I'Enseignement supérieur et du Travail                    |                                                                       |                                                                       | En 1998, les mots "Enseignement supérieur" et "Formation" disparaissent du titre du ministre, bien que le ministère conserve la responsabilité de ces dossiers. Le ministère a conservé son nom de ministère de l'Enseignement supérieur et du Travail. En 1998 également, le ministère de l'Éducation a cédé la gestion des collèges communautaires du Nouveau-Brunswick au ministère de l'Enseignement supérieur et du Travail. |
| Roland MacIntyre                                                      | 1995 - 1998                                                           | sous Frank McKenna                                                    | En 1998, les mots "Enseignement supérieur" et "Formation" disparaissent du titre du ministre, bien que le ministère conserve la responsabilité de ces dossiers. Le ministère a conservé son nom de ministère de l'Enseignement supérieur et du Travail. En 1998 également, le ministère de l'Éducation a cédé la gestion des collèges communautaires du Nouveau-Brunswick au ministère de l'Enseignement supérieur et du Travail. |
| Camille Thériault                                                     | 1994 - 1995                                                           | sous Frank McKenna                                                    | En 1998, les mots "Enseignement supérieur" et "Formation" disparaissent du titre du ministre, bien que le ministère conserve la responsabilité de ces dossiers. Le ministère a conservé son nom de ministère de l'Enseignement supérieur et du Travail. En 1998 également, le ministère de l'Éducation a cédé la gestion des collèges communautaires du Nouveau-Brunswick au ministère de l'Enseignement supérieur et du Travail. |
| Vaughn Blaney                                                         | 1992 – 1994                                                           | sous Frank McKenna                                                    | |
| Russell H. King                                                       | 1988 – 1991                                                           | sous Frank McKenna                                                    | |
| MInistre du Travail                                                   |                                                                       |                                                                       | |
| Michael McKee                                                         | 1988 – 1991                                                           | sous Frank McKenna                                                    | |
| Ministre de I'Enseignement supérieur et du Travail                    | Ministre de I'Enseignement supérieur et du Travail                    | Ministre de I'Enseignement supérieur et du Travail                    | En 1986, le ministère du Travail et des Ressources humaines (plus précisément la Direction des services du marché du travail) a transféré la responsabilité des ressources humaines au ministère des Collèges communautaires, ce qui a donné naissance au ministère du Travail et au ministère de l'Enseignement supérieur et de la Formation. |
| Mable M. DeWare                                                       | 1986 – 1987                                                           | sous Richard Hatfield                                                 | En 1986, le ministère du Travail et des Ressources humaines (plus précisément la Direction des services du marché du travail) a transféré la responsabilité des ressources humaines au ministère des Collèges communautaires, ce qui a donné naissance au ministère du Travail et au ministère de l'Enseignement supérieur et de la Formation. |
| MInistre du Travail                                                   |                                                                       |                                                                       | En 1986, le ministère du Travail et des Ressources humaines (plus précisément la Direction des services du marché du travail) a transféré la responsabilité des ressources humaines au ministère des Collèges communautaires, ce qui a donné naissance au ministère du Travail et au ministère de l'Enseignement supérieur et de la Formation. |
| Joseph Mombourquette                                                  | 1986 – 1987                                                           | sous Richard Hatfield                                                 | En 1986, le ministère du Travail et des Ressources humaines (plus précisément la Direction des services du marché du travail) a transféré la responsabilité des ressources humaines au ministère des Collèges communautaires, ce qui a donné naissance au ministère du Travail et au ministère de l'Enseignement supérieur et de la Formation. |
| Ministre des Collèges communautaires                                  |                                                                       |                                                                       | |
| Mable M. DeWare                                                       | 1983 – 1986                                                           | sous Richard Hatfield                                                 | |
| Ministre du Travail et des Ressources humaines                        |                                                                       |                                                                       | |
| Joseph Mombourquette                                                  | 1983 – 1986                                                           | sous Richard Hatfield                                                 | |
| Ministre de l'Éducation continue                                      |                                                                       |                                                                       | |
| Mable M. DeWare                                                       | 1981 – 1983                                                           | sous Richard Hatfield                                                 | |
| Ministre du Travail et des Ressources humaines                        |                                                                       |                                                                       | |
| Joseph Mombourquette                                                  | 1981 – 1983                                                           | sous Richard Hatfield                                                 | |
| Ministre de l'Éducation continue                                      |                                                                       |                                                                       | |
| Charles G. Gallagher                                                  | 1980 – 1981                                                           | sous Richard Hatfield                                                 | En 1980, une modification de la Loi sur le Conseil exécutif (1980, ch. 20, art. 1) a entraîné la création du ministère de l'Éducation continue. Les rapports annuels du ministère du Travail et de la Main-d'oeuvre de 1980 à 1981 ne faisaient pas mention d'une "Direction de la formation industrielle et de la certification", mais cette direction apparaît dans la structure du rapport annuel de 1982-1983. Il semblerait donc que le ministère de I'Éducation continue, qui coexistait avec le ministère du Travail et de la Main-d'oeuvre à cette époque, était responsable des collèges communautaires plutôt que de la formation industrielle. La bibliothèque législative ne dispose d'aucun rapport annuel pour le ministère de l'Éducation continue. |
| Ministre du Travail et de la Main-d'œuvre                             | Ministre du Travail et de la Main-d'œuvre                             | Ministre du Travail et de la Main-d'œuvre                             | De 1974 à 1980, le ministre de l'Éducation était responsable des community colleges : - 1976 - 1980 : Charles G. Gallagher - 1974 - 1975 : Gerald Merrithew |
| Mable M. DeWare                                                       | 1979 – 1981                                                           | sous Richard Hatfield                                                 | De 1974 à 1980, le ministre de l'Éducation était responsable des community colleges : - 1976 - 1980 : Charles G. Gallagher - 1974 - 1975 : Gerald Merrithew |
| Lawrence Garvie                                                       | 1978 – 1979                                                           | sous Richard Hatfield                                                 | De 1974 à 1980, le ministre de l'Éducation était responsable des community colleges : - 1976 - 1980 : Charles G. Gallagher - 1974 - 1975 : Gerald Merrithew |
| Paul S. Creaghan                                                      | Mars - novembre 1977                                                  | sous Richard Hatfield                                                 | De 1974 à 1980, le ministre de l'Éducation était responsable des community colleges : - 1976 - 1980 : Charles G. Gallagher - 1974 - 1975 : Gerald Merrithew |
| Rodman E. Logan                                                       | 1975 – 1978                                                           | sous Richard Hatfield                                                 | De 1974 à 1980, le ministre de l'Éducation était responsable des community colleges : - 1976 - 1980 : Charles G. Gallagher - 1974 - 1975 : Gerald Merrithew |
| Ministre du Travail                                                   |                                                                       |                                                                       | De 1974 à 1980, le ministre de l'Éducation était responsable des community colleges : - 1976 - 1980 : Charles G. Gallagher - 1974 - 1975 : Gerald Merrithew |
| Rodman E. Logan                                                       | 1970 - 1975                                                           | sous Richard Hatfield                                                 | De 1974 à 1980, le ministre de l'Éducation était responsable des community colleges : - 1976 - 1980 : Charles G. Gallagher - 1974 - 1975 : Gerald Merrithew |
| Fernand Nadeau                                                        | Février - novembre 1970                                               | sous Richard Hatfield                                                 | De 1974 à 1980, le ministre de l'Éducation était responsable des community colleges : - 1976 - 1980 : Charles G. Gallagher - 1974 - 1975 : Gerald Merrithew |
| H. H. Williamson                                                      | 1967 – 1970                                                           | sous Louis Robichaud                                                  | |
| Kenneth J. Webber                                                     | 1965 – 1967                                                           | sous Louis Robichaud                                                  | |